# Chi Chia-wei
Chi Chia-wei (Taiwan, 2 de agosto de 1958) é um ativista dos direitos LGBT de Taiwan. Em 2020, apareceu na lista de 100 pessoas mais influentes do ano pela Time.